# Roger Bernardo IV de Castellbó
Roger Bernardo IV de Castellbó fue vizconde de Castellbó y señor de Montcada, que sucedió en 1350 a su padre Roger Bernardo III.

## Matrimonio y descendencia
Se casó con Geralda de Navalhas de la que tuvo dos hijos:
- Mateo I que le sucedió.
- Elisabet, origen de la segunda dinastía de Foix (dinastía de Grailly).

Murió en 1381.
| Predecesor: Roger Bernardo III de Foix | Vizconde de Castellbó 1350-1381 | Sucesor: Mateo I |
| Predecesor: Roger Bernardo III de Foix | Señor de Moncada 1350-1381      | Sucesor: Mateo I |

- Datos: Q11946147